# Waltraud Starck

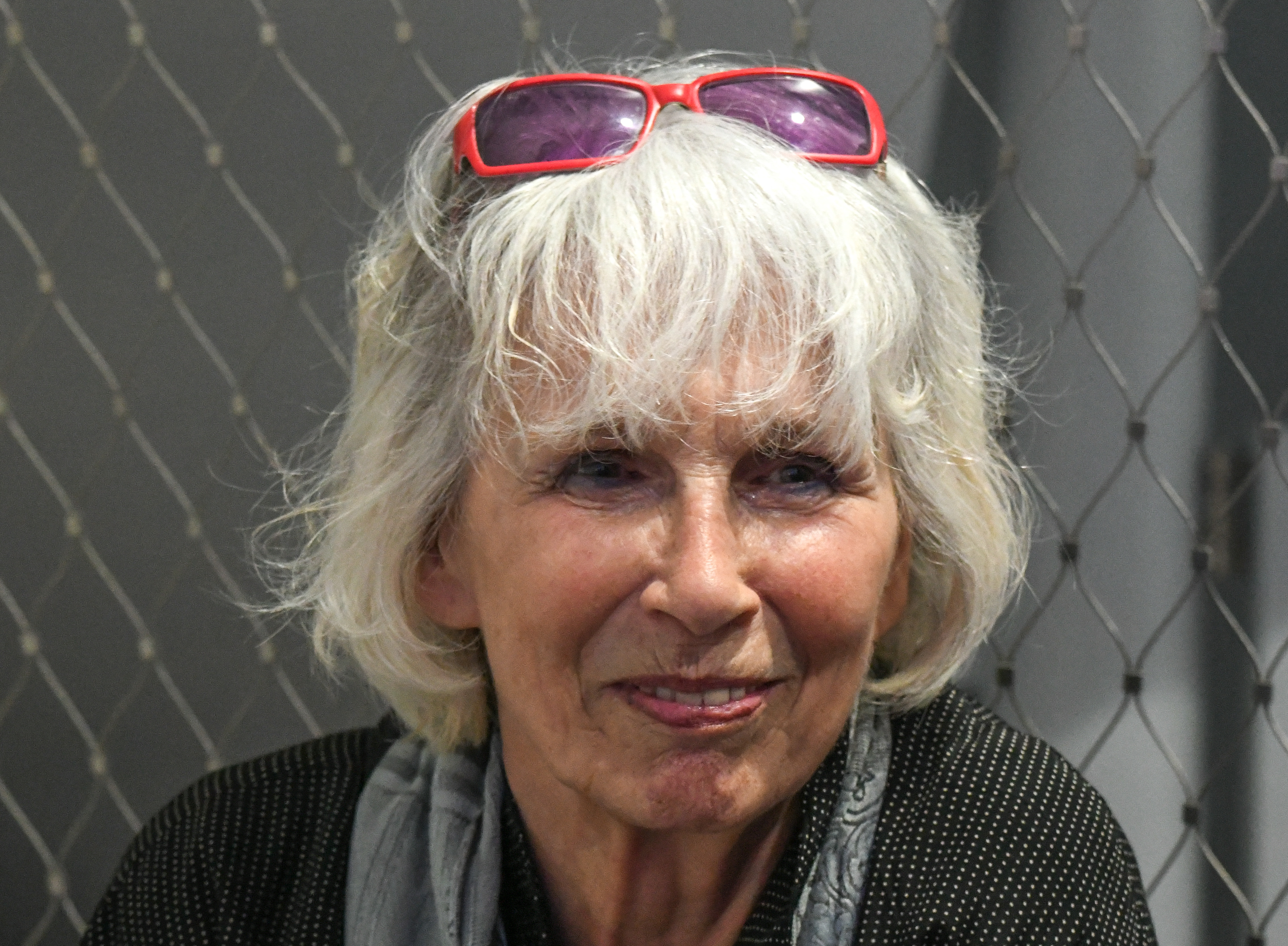
Waltraud Starck (2018)

Waltraud Starck (* 10. Juni 1942 in Wiener Neustadt) ist eine österreichische Regisseurin, Theaterleiterin, Schauspielerin und Humanenergetikerin.

## Leben und Wirken
Die diplomierte Krankenpflegerin bildete sich in Physiotherapie, medizinischer Massage und Kosmetik sowie in Gebrauchsgrafik und Illustration weiter, nahm Schauspielunterricht bei Wischin und Czermak in Linz, besuchte ergänzende Workshops und erhielt Engagements im Linzer Kellertheater, im Musischen Zentrum Linz und im Theater Phönix.
Ab 1973 war sie Ensemblemitglied im Theater des Kindes in Linz. Von 1991 bis 2003 war sie künstlerische und kaufmännische Leiterin des Theaters des Kindes Linz und war verantwortlich für Regie, Dramaturgie und Schauspiel.
Seit 2004 ist sie für Regie und Schauspiel sowie theaterpädagogische Projekte in ihrem eigenen Zimmertheater Waltraud Starck verantwortlich. 2015 schloss sie eine Ausbildung zur Humanenergetikerin ab und ist seither auch als Coach für systemische Kurzzeit-Konzepte tätig.
Waltraud Starck ist verheiratet und hat eine Tochter.

## Auszeichnungen
- Bühnenkunstpreis des Landes Oberösterreich (1999)
- Kulturmedaille des Landes Oberösterreich (2003)
- Kulturmedaille der Stadt Linz (2010)[2]